# Skagabyggð

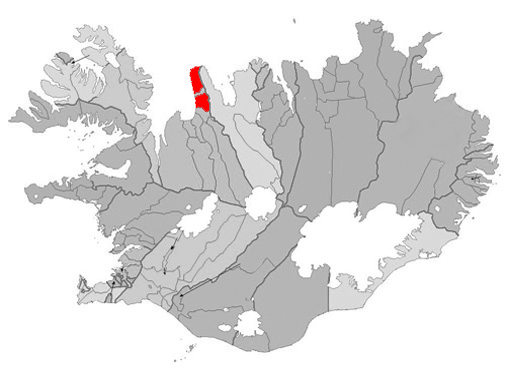

Skagabyggð är en kommun i regionen Norðurland vestra på Island. Folkmängden är 90 personer (2016) 